# Calamus salicifolius
Calamus salicifolius är en enhjärtbladig växtart som beskrevs av Odoardo Beccari. Calamus salicifolius ingår i släktet Calamus och familjen Arecaceae. Inga underarter finns listade i Catalogue of Life.